# Colares (kommun)
Colares är en kommun i Brasilien.   Den ligger i delstaten Pará, i den nordöstra delen av landet, 1 700 km norr om huvudstaden Brasília. Antalet invånare är 11 382.
Runt Colares är det glesbefolkat, med 19 invånare per kvadratkilometer.